# 弗拉特島 (英國)
弗拉特島（英語：Flat Holm）是位於布里斯托爾灣的一座石灰岩島嶼，也是威爾斯的最南端。霍爾姆島有著悠久的歷史，可以追溯至盎格魯-薩克遜和維京時代。現在霍爾姆島被指定為自然保護區，島上有眾多珍稀物種生存。

## 外部連結
- Cardiff Council Flat Holm site （页面存档备份，存于）
- Flat Holm Island Teachers Pack
- The Flat Holm Society （页面存档备份，存于）
- BBC Flatholm Site （页面存档备份，存于）
- The Palmerston Forts Society （页面存档备份，存于）
- Victorian Forts data sheet （页面存档备份，存于）
- Trinity House （页面存档备份，存于）